# Eugène-Louis Chayllery
Eugène-Louis Chayllery, né le 14 février 1853 à Angers et mort le 7 aout 1926 dans le 9e arrondissement de Paris, est un peintre français.

## Biographie
Élève de Fernand Cormon, il obtient une mention honorable au Salon des artistes français de 1894, une médaille de 3e classe en 1895 et une médaille de 2e classe en 1897, année où il passe hors-concours ; ainsi, qu'en 1900, une médaille de bronze à l'Exposition universelle. 